# Chikez Diemu
Ghislain Chikez Diemu est un homme politique de la république démocratique du Congo, membre du Parti du peuple pour la reconstruction et la démocratie (PPRD), dont il est aussi le secrétaire général.

## Biographie
Il rejoint l'AFDL en 1997 et est nommé vice-ministre de l'Intérieur par Joseph Kabila, puis secrétaire général du PPRD.
Il est vice-gouverneur de la province du Katanga.
Du 6 février 2007 au 26 octobre 2008, il est ministre de la Défense nationale et des Anciens combattants dans le gouvernement d'Antoine Gizenga. Cependant, le président Kabila se méfie de la structure militaire officielle de Kinshasa et préfère donner des instructions directement aux commandants de l'Est. Il a été remplacé par un autre homme politique, Charles Mwando Nsimba en octobre 2008.